# Дуричићи
Дуричићи (итал. Duricici) је насељено место у континенталном делу Истарске жупаније у Републици Хрватској. Административно је у саставу Града Бузета.

## Становништво
Према задњем попису становништва из 2001. године у насељу Дуричићи живела су 4 становника који су живели у 2 породичних домаћинстава.
Кретање броја становника по пописима 1857—2001.
| година пописа  | 1857. | 1869. | 1880. | 1890. | 1900. | 1910. | 1921. | 1931. | 1948. | 1953. | 1961. | 1971. | 1981. | 1991. | 2001. |
| бр. становника | 118   | 128   | 62    | 65    | 83    | 106   | 450   | 0     | 88    | 89    | 57    | 33    | 22    | 12    | 4     |

Напомена: Исказује се као насеље од 1948. Те године исказано под именом Дуричићи-Брда. До 1921. исказивано је насеље Брда. За то бивше насеље садржи податке од 1857. до 1921, а у 1910. за бивше насеље Шавки. У 1857, 1869. и 1921. садржи податке за насеље Бенчићи, а у 1931. подаци су садржани у насељу Хум 